# Heudicourt-sous-les-Côtes
Heudicourt-sous-les-Côtes [ødikuʁ su le kote] ist ein Dorf und eine Gemeinde mit 169 Einwohnern (Stand 1. Januar 2022) im französischen Département Meuse in der Region Grand Est (bis 2015 Lothringen). Die Gemeinde gehört zum Kanton Saint-Mihiel im Arrondissement Commercy.

## Geografie

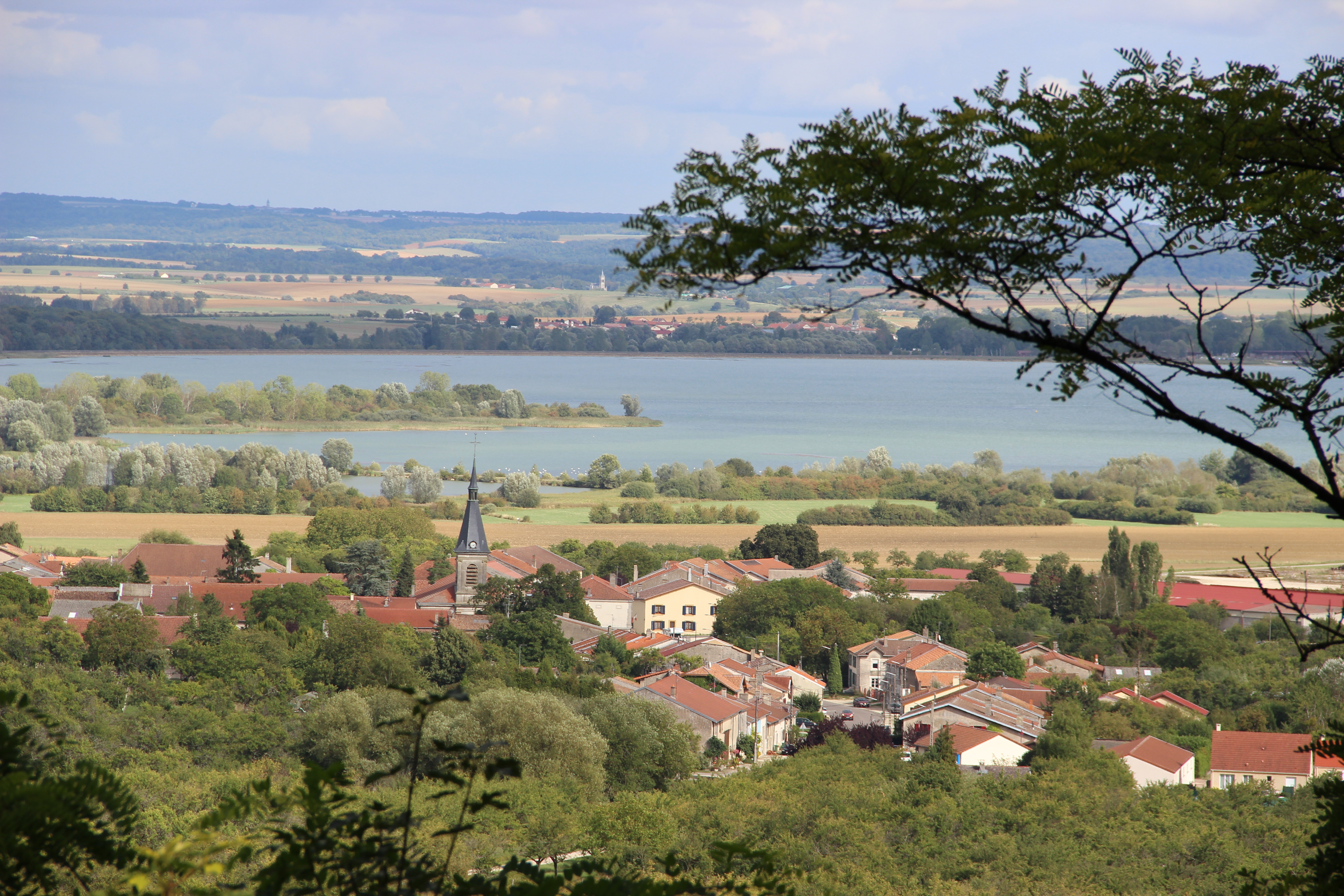
Heudicourt am Lac de Madine

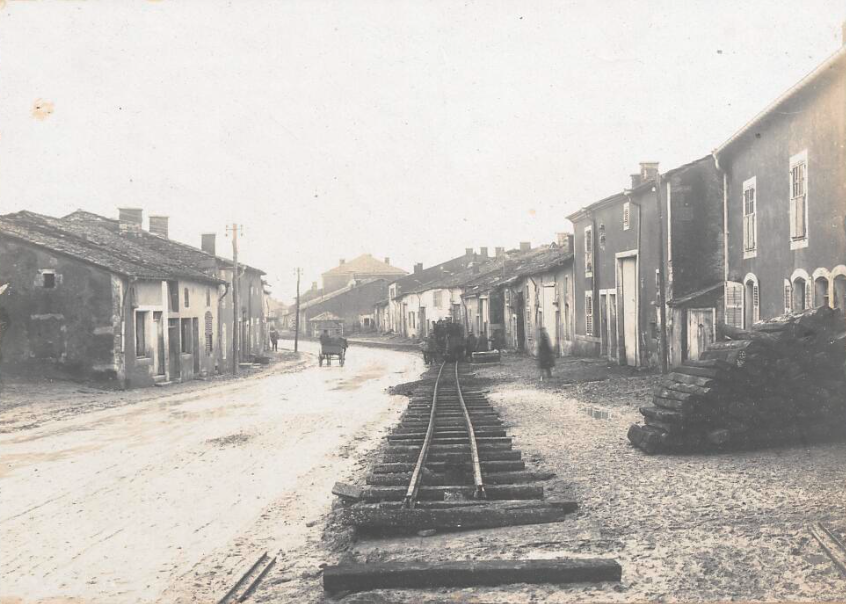
Bau einer Feldbahn durch den Ort während des Ersten Weltkriegs durch bayerische Truppen

Die Gemeinde liegt am Stausee Lac de Madine, der vom Fluss Madine gespeist wird.

## Bevölkerungsentwicklung
| Jahr      | 1962 | 1968 | 1975 | 1982 | 1990 | 1999 | 2005 | 2010 | 2019 |
| Einwohner | 214  | 188  | 249  | 147  | 169  | 188  | 187  | 182  | 165  |

## Sehenswürdigkeiten
- Kirche Saint-Germain d’Auxerre von 1777
- Kapelle Notre-Dame-de-Lourdes

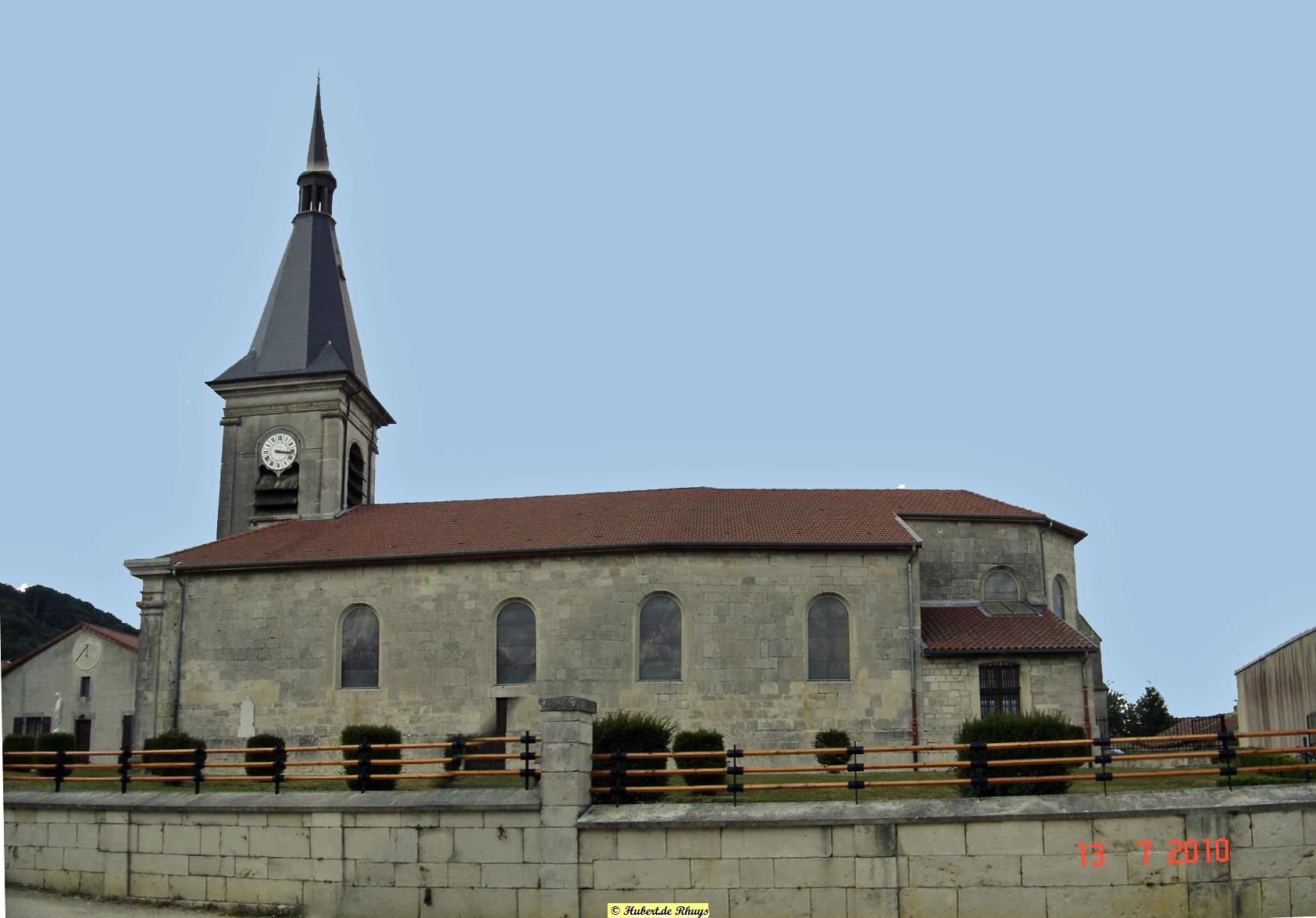
Kirche Saint-Germain d’Auxerre
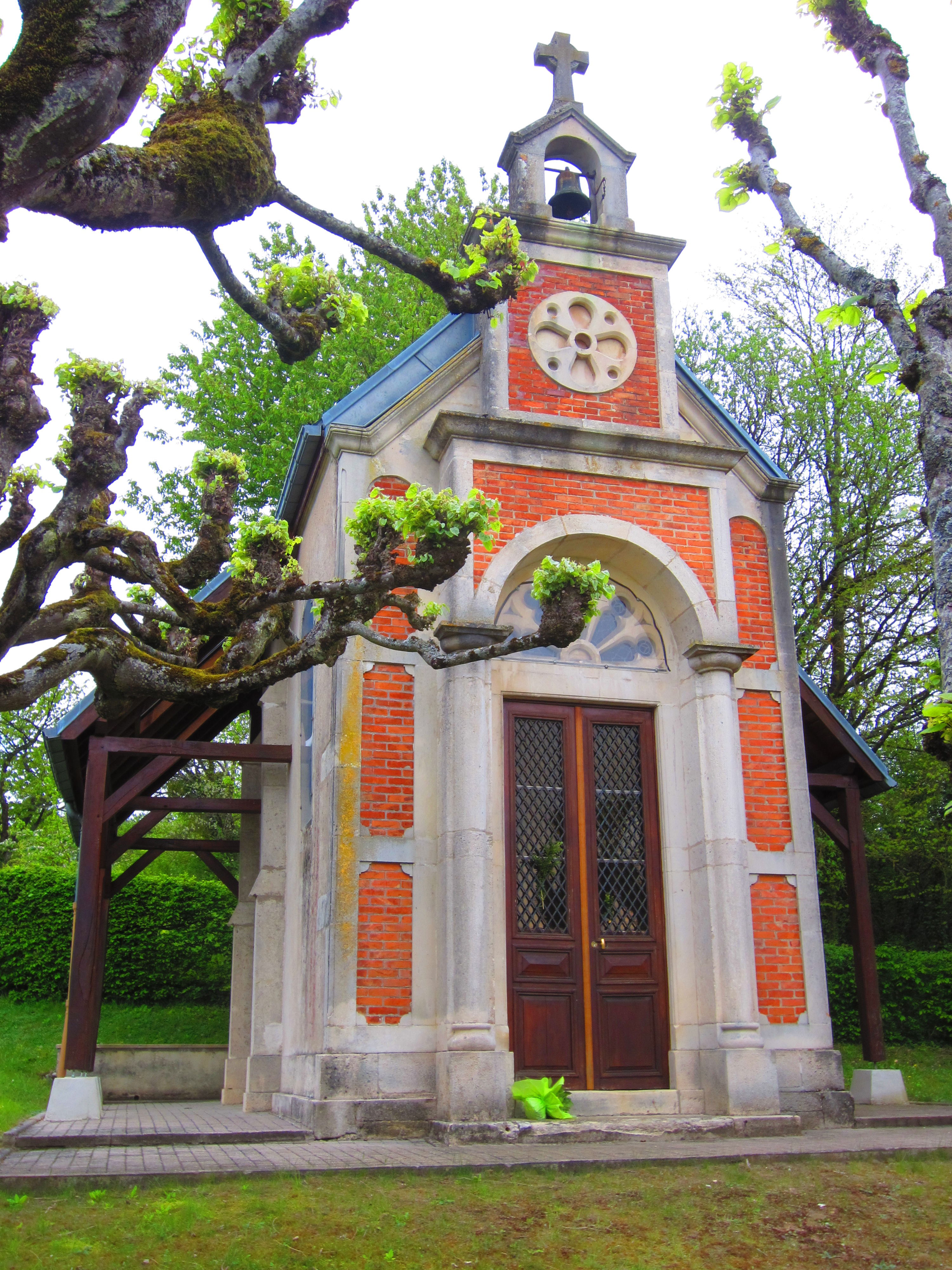
Kapelle Notre-Dame-de-Lourdes